# Snowy Shaw
Pour les articles homonymes, voir Shaw et Helgesson.
Snowy Shaw, né Tommie Helgesson le 25 juillet 1968 dans la ville portuaire de Göteborg sur la côte ouest de la Suède, est un musicien de heavy metal suédois (principalement un batteur). Il a joué avec de nombreux groupes de heavy metal, tels que King Diamond, Dream Evil, Mercyful Fate, IllWill (es), Notre Dame et Memento Mori (en). Il travaille actuellement en solo. Il fut également le batteur de Deathstars en janvier/février 2008 pour leur tournée européenne avec Korn.
Snowy sait jouer de la guitare, de la basse, ainsi que de la batterie et était également parolier pour Dream Evil.
En octobre 2006, Snowy rejoint le groupe de metal symphonique Therion, en tant que chanteur sur l'album Gothic Kabbalah et participe à la tournée en 2007 avec le chanteur Mats Levén.
Snowy travaille également en tant que photographe et designer pour divers groupes et artistes, et a organisé des shoots promotionnels pour des groupes tels que Falconer, Easy Action (en), Engel, Loud 'N' Nasty, Passenger, Therion, The Crown, Hellfueled, Nightrage et Wolf.

## Biographie
- 1989 - Snowy Shaw rejoint King Diamond, fait une tournée en Amérique et en Europe.
- 1992 - Formation du groupe Memento Mori avec Mike Wead et Messiah Marcolin.
- 1993 - Rejoint Mercyful Fate, travaille sur un projet solo appelé Shamens puis Wakan Tanka.
- 1994 - Quitte tous les groupes dont il faisait partie pour se concentrer sur IllWill.
- 1997 - Quitte tous les groupes dont il faisait partie pour se concentrer sur son propre groupe Notre Dame, pour lequel il est batteur, guitariste, bassiste, claviériste et chanteur. Le groupe était également composé de Vampirella, une supposée ex-petite amie de Shaw, et des frères Jean-Pierre et Mannequin de Sade, présentés comme descendants du marquis de Sade.
- 2000 - Se voit proposer par le producteur et guitariste Fredrik Nordström de rejoindre le nouveau groupe de metal mélodique Dream Evil. Refuse, mais accepte d'enregistrer quelques morceaux de batterie pour le premier album du groupe Dragonslayer.
- 2001 - Snowy est engagé en tant que batteur pour l'album solo de l'ancien guitariste de Europe et Easy Action Kee Marcello.
- 2002 - Décide de rejoindre Dream Evil en tant que membre permanent, et part en tournée en Europe et au Japon avec le groupe. Travaille avec Them Sluts!, tout en continuant avec son propre groupe Notre Dame.
- 2004 - Notre Dame est dissous après un dernier concert pour Halloween.
- 2005 - Quitte Dream Evil pour travailler en solo. Creepshow! Freakshow! Peepshow!, un enregistrement live de Notre-Dame à Göteborg en 2000, sort sous le propre label de Shaw, White Trash Records.
- 2006 - Produit et offre son aide à ses amis du groupe de glam/sleaze suédois Loud 'N' Nasty. Il joue de la batterie pour l'enregistrement et durant quelques concerts. Est engagé en tant que chanteur par Therion ainsi qu'en tant que designer de toutes les choses visuelles utilisées durant les concerts et pour les photos.
- 2007 - Therion sort Gothic Kabbalah et part en tournée à travers le monde pour son 20e anniversaire.
- 2012-2013 - Rejoint temporairement Sabaton en tant que batteur en remplacement de Robban Bäck.

## Discographie

### AvecKing Diamond
- The Eye (1990)

### AvecMercyful Fate
- In the Shadows (1993) (Crédité comme membre du groupe, mais n'a pas joué sur l'album)
- The Bell Witch EP (1993)
- Time (1994)

### AvecMemento Mori(en)
- Rhymes of Lunacy (1993)
- Life, Death, and Other Morbid Tales (1994)

### Avec Âurorüm Shadows
- Crimson Lights Of Twilight (2008)

### AvecNotre Dame
- Coming Soon to a Théatre Near you!!! (1998)
- Le Théâtre du Vampire (1999)
- Nightmare Before Christmas (1999)
- Abattoir, Abatoir du Noir (2000)
- Coming Soon To A Theatre Near You, The 2nd (2002)
- Demi Monde Bizarros (2004)
- Creepshow! Freakshow! Peepshow! (2005)

### AvecDream Evil
- Dragonslayer (2002)
- Evilized (2003)
- Children of the Night (EP, 2003)
- The Book of Heavy Metal (2004)

### Avec Loud 'N' Nasty
- No One Rocks Like You (2007)

### AvecTherion
- Gothic Kabbalah (2007)
- Live Gothic (2008)
- Sitra Ahra (2010)

### AvecThe CNK
- Révisionnisme (2012)

### Avec Triple X
- Heaven, Hell or Hollywood? (2009)

### AvecDimmu Borgir
- Abrahadabra (2010)